# Oliver Stoll (Sportpsychologe)

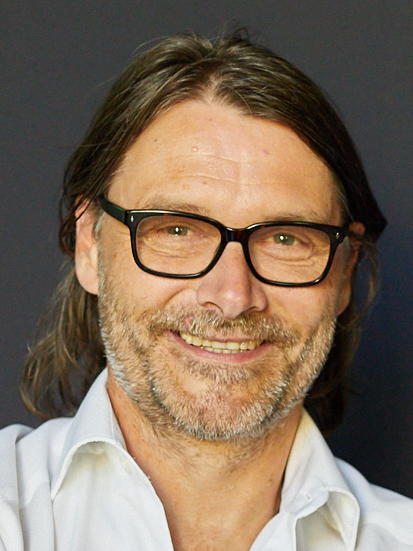
Oliver Stoll, 2017

Oliver Stoll (* 5. Februar 1963) ist ein deutscher Sportwissenschaftler.

## Leben
Stoll studierte an der Universität Gießen Sportwissenschaft, Psychologie und Pädagogik sowie am College of Charleston (S.C., USA). Er wurde 1993 zum Dr. phil. im Fach Sportwissenschaft an der Universität Gießen promoviert und ging 1995 als wissenschaftlicher Assistent an die Universität Leipzig. Hier wurde er auch im Jahr 2002 habilitiert. 2002 wurde er Professor für Sportwissenschaft mit dem Schwerpunkt Sportpsychologie und Sportpädagogik an der Universität Halle.
Hauptsächlich beschäftigt er sich mit „Perfektionismus“ sowie mit Flow-Erfahrungen im Sport und mit der Entwicklung und Bewertung sportpsychologischer Interventionen im Leistungssport. Er entwickelte den ersten universitären Master-Studiengang in angewandter Sportpsychologie in Deutschland.
Neben seiner Lehr- und Forschungsarbeit ist Stoll in der psychologischen Betreuung und Beratung von Leistungssportlern tätig. Er gehörte in dieser Funktion auch zu den Betreuern der deutschen Mannschaft für die Olympischen Sommerspiele 2008. Stoll war von 1997 bis 1999, von 2009 bis 2011 und von 2013 bis 2015 im Vorstand/Präsidium der Arbeitsgemeinschaft für Sportpsychologie e. V. Im Mai 2017 wurde er Vizepräsident Leistungssport der Arbeitsgemeinschaft für Sportpsychologie in Deutschland (ASP) und war von 2021 bis 2025 ASP-Vorsitzender. Für den Deutschen Schwimm-Verband leitete und koordinierte er die sportpsychologische Betreuung der Kaderathleten zwischen 2010 und 2019. Zwischen Februar 2009 und September 2014 war er Präsident des Floorball-Verbandes Deutschland (FVD). Zwischen dem 8. Dezember 2010 und dem 1. Januar 2015 war er Mitglied im Führungsgremium der International Floorball Federation (IFF). Neben seiner akademischen Tätigkeit ist Stoll auch selbstständig tätig. Seit dem 11. Januar 2020 ist er Inhaber einer sportpsychologischen Beratungsstelle in Leipzig.

## Publikationen
- D. Alfermann, O. Stoll: Sportpsychologie in 12 Lektionen. 3., überarbeitete Auflage. Meyer & Meyer, Aachen 2010.
- O. Stoll, D. Alfermann, I. Pfeffer: Lehrbuch Sportpsychologie. Huber, Bern 2010.
- O. Stoll, H. Ziemainz: Laufen psychotherapeutisch nutzen. Grundlagen, Praxis, Grenzen. Springer, Berlin 2012.
- Amelie Heinrich, Florian Müller, Oliver Stoll, Rouwen Cañal-Bruland, Selection bias in social facilitation theory? Audience effects on elite biathletes' performance are gender-specific in Psychology of Sport and Exercise, Volume 55, Juli 2021, Online